# Esalen Institute
Esalen Institute grundades 1962 i Big Sur av Richard Price och Michael Murphy. Det är ett center för personlig utveckling med olika terapiformer i fokus, men beskrevs som ett hippie-hotell av New York Times 2017. The New Yorker beskriver det istället som mytomspunnet. Förutom den ordinarie verksamheten har  Esalen Institute bidragit till att normalisera yoga, ekologisk mat och meditation.
Gestaltterapeuten Fritz Perls var bland andra verksam här åren 1964–1969. Nobelpristagaren i fysik Richard Feynman tillhör dem som tidigt tog del av institutets utbud.[källa behövs] Andra som besökt centret är till exempel Bob Dylan, Ansel Adams och Deepak Chopra.

## Galleri

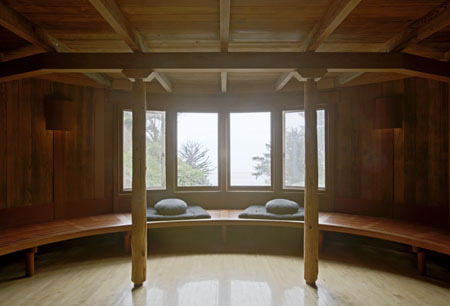
Meditationsrum vid Esalen Institute (2007).